# بلو جينز (أغنية لانا دل راي)
تعديل مصدري - تعديل  
بلو جينز (بالإنجليزية: Blue Jeans) (بالعربية: جينز أزرق) هي أغنية للمغنية وكاتبة الأغاني الأمريكية لانا دل راي مِن ألبومها Born To Die وهي مِن كتابة لانا دل راي ودان هيث وإيميل هايني ومِن إنتاج إيميل هايني وهي عبارة عن أغنية تريب هوب قصصية مع تأثير للهيب هوب. أطلقتْ شركة إنترسكوب الأغنية في 8 أبريل 2012 كثالث أغنية منفردة مِن الألبوم حيث وصلتْ للمراتب العشر الأولى في قوائم مبيعات بلجيكا وبولندا إلى جانب دولٍ أخرى. قامتْ لانا دل راي بإنتاج أول فيديو كليب للأغنية بنفسها، أما الفيديو الكليب الرسمي فهو مِن إخراج يوان ليموين على طراز أفلام نوار.

## الموسيقى والكلمات
وُضِعَتْ الأغنية في البداية كالوجه الأول من أغنية «Video Games» كما وُضِعتْ كالوجه الثاني من أغنية «Born To Die» ثم أُطلِقتْ الأغنية رسمياً كثالث أغنية منفردة مِن ألبوم Born To Die وهي عبارة عن أغنية تريب هوب قصصية مع تأثير للهيب هوب وعزف لغيتار الروك كما يتضمنها إيقاع تقليلي يستحضر في الأذهان أغاني تمبالاند وتؤكد لانا دل راي ذلك في الأغنية نفسها حيث تُغني في إحدى المقاطع: «وأنا نشأتُ على الهيب هوب». وصف جون دولان الكاتب في مجلة رولينغ ستون الأغنية بأنها نسخة تريب هوب عن أغنية "Sharp Dressed Man" لفرقة الروك الأمريكية ZZ top.

## آراء النقاد

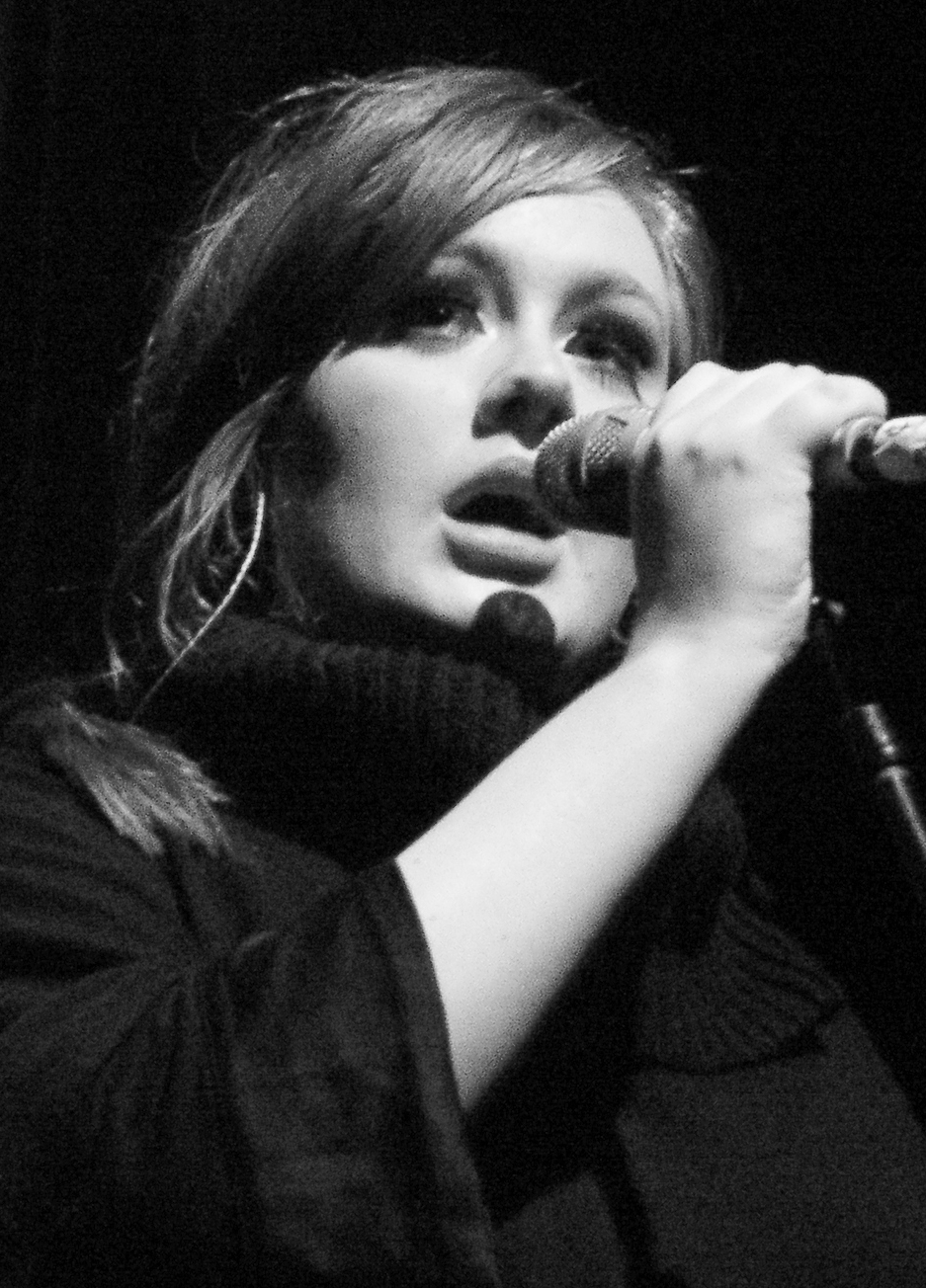
صورة للمغنية الشهيرة

نالتْ الأغنية استحسان النقاد حيث وصف روبرت كوبسي الكاتب في موقع Digital Spy الأغنية بأنها ‘‘محشوة بالعظمة’’ وشبّهتْ نيكول جيمس مِن MTV الأغنية بفيلم تايتانك وقالتْ: ‘‘رغم أننا نحب أسلوب لانا دل راي إلا أننا نتسأل متي ستحظى فيديوهاتها بنهاية سعيدة. كيف ستروي لانا دل راي الحكايات الخيالية لأطفالها وتقول: وأخيراً قبّلَ الأمير الوسيم الجميلة النائمة وعاشا في سعادةٍ للأبد’’، وقالت صحيفة The Huffington Post أن الأغنية مطابقة لأسلوب لانا دل راي المعروف بالنوستالجيا والواقعية إلى جانب كلمات ‘‘عميقة ومُتقنة’’، وقالتْ مجلة Slant Magazine الإلكترونية: ‘‘تستخدم لانا دل راي سِعة صوتها بشكل مُبهِر في الأغنية التي تُقارن فيها حبيبها الخارج عن القانون بجيمس دين في صوتٍ لاهثٍ’’، وقال موقع Sputnikmusic أن الأغنية تُذكّر بموسيقى أفلام كوينتن تارانتينو ووصفها الموقع بأنها واحدة مِن أفضل الأغاني في الألبوم، وقال موقع Beats Per Minute أن الأغنية يُمكن أن تًوصَف بأنها ‘‘غانغستا سباغيتي وسترن’’ ووصف الموقع الأغنية بأنها ‘‘فريدة’’ و‘‘مُلِهمة’’، ووصفتْ مجلة DOA الأغنية بأنها ‘‘ذات إيقاعٍ قوي ومشاعرٍ جياشة’’، وقال موقع No Ripcord أن الأغنية تُثبتْ أن لانا دل راي ‘‘مُطربة قوية’’،  وقال جون مورفي الكاتب في موقع music OMH أن أغنية "Blue Jeans" وأغنية «Video Games» للانا دل راي تُشبهان أغاني المغنية البريطانية أديل ووصف الكاتب الأغنيتان بأنهما ‘‘جميلتان إلى حد الألم’’ وبأنهما ‘‘أكثر أغاني الحب حُزناً على الإطلاق’’ وقال موقع So So Gay أن الأغنية شبيهة بأغاني الراب إلى درجة أنها تنافس أعمال آليا وذا ويكند كما قارن الموقع الأغنية بأغنية «Video Games»، كما أعطى موقع Consequence of Sound مُراجعة إيجابية للأغنية وقارنها أيضاً بأغنية «Video Games».

## فيديو كليب
قامتْ لانا دل راي بتحميل الفيديو الكليب الأول للأغنية في 9 سبتمبر 2011 على حسابها على يوتيوب وهو مِن إخراجها حيث جمّعتْ كليبات مِن أرشيف الإنترنت وصوّرتْ نفسها عبر كاميرا الويب تماماً كما فعلتْ مع فيديو أغنية «Video Games»، ويفتتح الفيديو بمشهدٍ من فيلم The Last Waltz حيث يقرأ Lawrence Ferlinghetti الصلاة الربية كما يتضمن الفيديو صوراً مِن أعمال المُصوّر الأسترالي Nirrimi Joy Firebrace وتظهر لانا دل راي خلال الفيديو بين مشهدٍ وآخر وهي تُغني كلمات الأغنية، جرى تصوير فيديو كليب ثانٍ للأغنية تحت عنوان «بلو جينز (مباشرةً مِن البريمسيز)» وتظهر لانا دل راي في الفيديو داخل حجرة  وتُغني الأغنية عبر الميكروفون إلى جانب عازف غيتار كهربائي، وقد وصفتْ ماليكا راو الكاتبة في صحيفة The Huffington Post أداء لانا دل راي الصوتيّ في الفيديو بأنه ‘‘عميق’’، أما الفيديو كليب الرسميّ للأغنية فهو مِن إخراج يوان ليموين ويشارك في الفيديو برادلي سويليو وكانت لانا دل راي قد تعاونتْ مع الرَجُليّن في فيديو أغنية «Born To Die». جرى تصوير الفيديو في بداية شهر مارس 2012 وتم إطلاقه في 19 مارس مِن العام نفسه، ويتضمن الفيديو عناصر فنية كالتي تُستعمل في أفلام النوار كما أنه بالأبيض والأسود وجرى مقارنته بأعمال نيك كيف وكريس آيساك.

## الأداء الحيّ
قامتْ لانا دل راي بأداء الأغنية في برنامج ساترداي نايت لايف في 14 يناير 2012 إلى جانب أغنية «Video Games» لكن نال أداءها آراءً سلبية من النقاد بمن فيهم برايان ويليامز مذيع قناة إن بي سي الأمريكية والذي وصف أدءها بأنه ‘‘الأسوأ في تاريخ [البرنامج]’’ غير أن الممثليّن الأمريكي أندي سامبيرج والبريطاني دانييل رادكليف - الذين قدّما حلقة البرنامج - دافعا عن أداءها وقال رادكليف أن النقد الذي وُجّه إليها لم يكن ضد أداءها بل ضد ‘‘ماضيها وعائلتها’’ وقامتْ لانا دِلْ راي بدورها بالدفاع عن نفسها قائلة: ‘‘أنا مغنية جيدة... إنني أُغنيّ منذ وقتٍ طويل وأعتقد أن لورن مايكلز [مُبتكر البرنامج] يعرف ذلك، فقراره لم يكن اعتباطياً’’، وأدتْ لانا دل راي الأغنية في برنامج American Idol ونال أداءها هذه المرة استحسان النقاد، كما أدتْ الأغنية في برنامج Le Grand Journal في فرنسا في 30 يناير 2012، وأدتْ الأغنية في البرنامج الإيطالي Le Invasioni Barbariche على محطة La7 الإيطالية، وأدتْ لانا دل راي الأغنية في الموسم الأول من برنامج The Voice UK في 28 أبريل 2012، وفي اليوم التالي أدتْ الأغنية على محطة BBC One.

## الجوائز
| السنة | حفل الجوائز                            | الجائزة              | النتيجة | المرجع |
| ----- | -------------------------------------- | -------------------- | ------- | ------ |
| 2012  | جوائز الموسيقى البريطانية للفيديو كليب | أفضل تصوير سينمائي   | رُشِّح     | [ 26 ] |
| 2012  | جوائز الموسيقى البريطانية للفيديو كليب | أفضل فيديو بوب دولياً | رُشِّح     | [ 26 ] |

## قوائم المبيعات
| القائمة (2011-2012)                                | الترتيب |
| -------------------------------------------------- | ------- |
| بلجيكا (أولتراتوب)                                 | 6       |
| كرواتيا                                            | 51      |
| الدنمارك (تراكليسن)                                | 35      |
| فرنسا (سنديكا ناسيونال دي ليديسيون فونوغرافيك)     | 16      |
| إيطاليا (فيديرازيوني إندستريا ميوزيكالي إيتاليانا) | 49      |
| سويسرا (سويس هيتبارادي)                            | 39      |
| بريطانيا (أو سي سي)                                | 32      |
| الولايات المتحدة (بيلبورد)                         | 41      |

## تاريخ الإصدار
| البلد            | التاريخ       | الشكل                   | الشركة                            | المرجع |
| ---------------- | ------------- | ----------------------- | --------------------------------- | ------ |
| بلجيكا           | 8 أبريل 2012  | تحميل رقمي              | مجموعة يونيفرسال الموسيقية        | [ 35 ] |
| فنلندا           | 8 أبريل 2012  | تحميل رقمي              | مجموعة يونيفرسال الموسيقية        | [ 36 ] |
| فرنسا            | 8 أبريل 2012  | تحميل رقمي              | مجموعة يونيفرسال الموسيقية        | [ 37 ] |
| هولندا           | 8 أبريل 2012  | تحميل رقمي              | مجموعة يونيفرسال الموسيقية        | [ 38 ] |
| نيوزلندا         | 8 أبريل 2012  | تحميل رقمي              | مجموعة يونيفرسال الموسيقية        | [ 39 ] |
| البرتغال         | 8 أبريل 2012  | تحميل رقمي              | مجموعة يونيفرسال الموسيقية        | [ 40 ] |
| أسبانيا          | 8 أبريل 2012  | تحميل رقمي              | مجموعة يونيفرسال الموسيقية        | [ 41 ] |
| السويد           | 8 أبريل 2012  | تحميل رقمي              | مجموعة يونيفرسال الموسيقية        | [ 42 ] |
| بريطانيا         | 8 أبريل 2012  | تحميل رقمي              | مجموعة يونيفرسال الموسيقية        | [ 43 ] |
| بريطانيا         | 9 أبريل 2012  | جرامافون                | بوليدور                           | [ 44 ] |
| أستراليا         | 1 مايو 2012   | Digital ريمكسes         | إنترسكوب ريكوردز بوليدور          | [ 45 ] |
| بلجيكا           | 1 مايو 2012   | Digital ريمكسes         | إنترسكوب ريكوردز بوليدور          | [ 46 ] |
| البرازيل         | 1 مايو 2012   | Digital ريمكسes         | إنترسكوب ريكوردز بوليدور          | [ 47 ] |
| كندا             | 1 مايو 2012   | Digital ريمكسes         | إنترسكوب ريكوردز بوليدور          | [ 48 ] |
| فنلندا           | 1 مايو 2012   | Digital ريمكسes         | إنترسكوب ريكوردز بوليدور          | [ 49 ] |
| فرنسا            | 1 مايو 2012   | Digital ريمكسes         | إنترسكوب ريكوردز بوليدور          | [ 50 ] |
| اليونان          | 1 مايو 2012   | Digital ريمكسes         | إنترسكوب ريكوردز بوليدور          | [ 51 ] |
| اليابان          | 1 مايو 2012   | Digital ريمكسes         | إنترسكوب ريكوردز بوليدور          | [ 52 ] |
| لوكسمبورغ        | 1 مايو 2012   | Digital ريمكسes         | إنترسكوب ريكوردز بوليدور          | [ 53 ] |
| هولندا           | 1 مايو 2012   | Digital ريمكسes         | إنترسكوب ريكوردز بوليدور          | [ 54 ] |
| نيوزلندا         | 1 مايو 2012   | Digital ريمكسes         | إنترسكوب ريكوردز بوليدور          | [ 55 ] |
| البرتغال         | 1 مايو 2012   | Digital ريمكسes         | إنترسكوب ريكوردز بوليدور          | [ 56 ] |
| أسبانيا          | 1 مايو 2012   | Digital ريمكسes         | إنترسكوب ريكوردز بوليدور          | [ 57 ] |
| السويد           | 1 مايو 2012   | Digital ريمكسes         | إنترسكوب ريكوردز بوليدور          | [ 58 ] |
| الولايات المتحدة | 1 مايو 2012   | Digital ريمكسes         | إنترسكوب ريكوردز بوليدور          | [ 59 ] |
| الولايات المتحدة | 21 مايو 2012  | Adult album alternative | إنترسكوب ريكوردز ستراينجر ريكوردز | [ 60 ] |
| فرنسا            | 23 يوليو 2012 | قرص مضغوط               | بوليدور                           | [ 61 ] |